# 特定失踪者問題調査会
特定失踪者問題調査会（とくていしっそうしゃもんだいちょうさかい）は、不在者・失踪者について北朝鮮による拉致の可能性を調査している、日本の市民団体・人権団体。

## 概要
2002年（平成14年）9月の小泉純一郎首相の北朝鮮訪問、同年10月の日本国政府認定拉致被害者5名の帰国を受け、北朝鮮に拉致された日本人を救出するための全国協議会（通称「救う会」）に対し、失踪者のいる家族から、自身の家族の失踪と北朝鮮による拉致との関連を疑う問い合わせが、多く寄せられるようになった。
とりわけ、それまで北朝鮮による拉致被害者として全く把握されていなかった行方不明者曽我ひとみの生存と帰国は、失踪者のいる家族に強い衝撃と微かな希望を与え、自身の家族もあるいは北朝鮮に拉致され、かの国で生きているのではないかという思いを想起させることになった。
このため「救う会」ではこうした家族や関係者から問い合わせのあった「北朝鮮による拉致の可能性を完全には排除できない失踪者」の調査を行うことになった。2003年、この調査活動を「救う会」から分離し、「特定失踪者問題調査会」が設立された。
特定失踪者問題調査会は、北朝鮮との関係の有無に関係無く、愛する家族が失踪したまま生死が分からないのことは悲惨なことであり、どのような原因であっても、一日でも早く家族との再会や真相の究明がなされることを望み、他の行方不明者捜索諸団体とも連携・協力して、調査を行っている。
代表は荒木和博。役員は「理事」を称するが、任意団体であり、法人格は取得していない。

## 特定失踪者
特定失踪者問題調査会の定義する「特定失踪者」とは、原則として家族・関係者等から調査依頼があった「夜逃げをするような理由が全く見あたらないのに突然姿を消した人」で「北朝鮮による拉致の疑いが完全には排除できない人」を指す。
マスメディア等では、特定失踪者を直ちに北朝鮮と関連付ける報道がなされるものの、同会はあくまで特定失踪者に認定することは直ちに「北朝鮮による拉致の疑いのある失踪者」、或いは「日本国政府認定拉致被害者に準ずる人」に指定したことを意味するのではない、という立場である。
発足から2011年末までに数次にわたり特定失踪者情報を公開しており、調査した失踪者は470名以上になる。特定失踪者にはその調査に際し「家族等が失踪者の情報公開を依頼した人」（同会では「0番台リスト」と称している）とそうではない（情報非公開）人がある。更にその中から「北朝鮮による拉致の確率が高い失踪者」（同会では「1000番台リスト」と称している。全員情報公開）が抽出されている。
「1000番台リスト」に氏名の上がっている人については、その失踪について「北朝鮮による拉致」によって発生したもので、ある相当程度の可能性を想定し得るので北朝鮮による拉致か否かを、警察の捜査によって確かめるよう、日本国政府に求めているが、特定失踪者すべてを「北朝鮮による拉致の確率が高い失踪者」として扱っている訳ではない。
家族・関係者等から同会に依頼や照会があり、借金や違法行為への関与等の「夜逃げをするような理由が全く見あたらないのに突然姿を消した人」であって、なおかつ「北朝鮮による拉致の疑いが完全には排除できない人」について、特定失踪者として調査を行っている。
このため調査対象には、日本国政府が認定した「北朝鮮による日本人拉致事件」が発生する以前に発生した行方不明事案も多数あるほか、既に公開捜査がなされている未解決事件の行方不明者や、日本海方面において操業中に行方不明となった漁師なども含まれる。
これらについては、この人々を特定失踪者に認定するに至った根拠となる付帯情報として、北朝鮮工作員に関わる実際の事件等のデータが示される場合もある。また身寄りに関する情報がない等の理由により、同会が独自に情報収集した特定失踪者もいる。更に特定失踪者が行方不明になった時期は、北朝鮮が建国される直前、第二次世界大戦終戦直後から2000年代まで60年以上にわたっている。
なお、日本国政府認定拉致被害者同様、個々の家族の事情等により、失踪者について民法の規定に基づく失踪宣告により死亡したものと見なし、当人にかかわる法律関係を一旦確定の上、戸籍・住民票が消滅している事例と、そうした手続きを行わず戸籍上も生存しているものとして扱っている事例、更に家族や関係者がいない事例に分かれるが、同会が調査する上においてはその取り扱いに何ら差はない。更に警察の捜査により自殺・事故死等として処理され、事件としては法律上の手続きが完了している事例であっても、調査の依頼があれば、これに対応している。

## 特定失踪者と拉致被害者等の扱い
特定失踪者認定は、民間団体である特定失踪者問題調査会が個人情報を扱うことから、あくまで家族・関係者等が「失踪するような理由が全く見あたらないのに、突然姿を消した人」で、「北朝鮮による拉致の疑いが完全には排除できない失踪者」として同会に調査依頼した行方不明者を対象としており、同会が独自に情報を集めた失踪者を除き、行方不明者であっても家族・関係者等から同会に依頼がない場合は、もとより「特定失踪者」としては扱われない。
また政府認定拉致被害者は、日本国民であることが北朝鮮当局によって拉致された被害者等の支援に関する法律（拉致被害者支援法）の認定基準であるが、特定失踪者については、民間団体が示した呼称でありそのような条件もないため、消息不明となっている在日朝鮮人等も含まれている。
さらに、特定失踪者以外でも、拉致被害の疑いが濃厚とされ、警察の捜査対象となっている失踪者も存在している。北朝鮮工作員に関わる何らかの犯罪行為に巻き込まれているものとして警察当局が捜査し、北朝鮮工作員に関わる事件であると断定した事案の行方不明者で、且つ政府認定拉致被害者以外の行方不明者である田中実・小住健蔵については「救う会」が拉致被害者と指定しており、特定失踪者ではない。
田中については家族がおらず、小住は家族はいるものの、事件発生以前から当人とは音信不通であった。両名については2002年10月、政府が非公式に北朝鮮に消息の照会を行った、いわゆる「未認定拉致被害者」であり、「救う会」が調査と真相解明及び救出活動を行い、政府による拉致認定を求めた。田中については、その後の警察の捜査を受けて、2005年に政府認定拉致被害者となったが、北朝鮮からは「入境していない」との回答があった。
また、よど号ハイジャック事件実行犯岡本武と北朝鮮で結婚したという日本人女性福留貴美子についても、八尾恵の証言などから拉致の疑いが濃厚とされ、「救う会」が拉致被害者と判断しているため、特定失踪者とは区別される。
更に、寺越昭二・寺越外雄・寺越武志については、北朝鮮工作員に関わる何らかの犯罪行為に巻き込まれているものとして警察当局が捜査し、北朝鮮工作員に関わる事件の被害者であると断定した事案であるが、3名の消息が判明しているため、特定失踪者とはなり得ず、「未認定拉致被害者」の状態である。
ただ、寺越武志については本人が生存し、拉致を否定しているため、拉致被害者ではない扱いとせざるを得なくなっている。これらの人々については「救う会」が調査と真相解明及び救出活動を行っており、政府による拉致認定を求めている。
一方、2007年4月に警察庁は、北朝鮮工作員高大基（在日朝鮮人）と結婚した日本人女性渡辺秀子とその子供2名が1974年6月中旬に行方不明になった事案について「子供2名を北朝鮮による拉致被害者と断定した」と発表し（2児拉致事件）、同事件に関与した土台人を容疑者として国際指名手配した。同月に外務省が北朝鮮に対し正式に抗議と調査、子供2人の返還と容疑者身柄引き渡しを要求した。従って、当事案は政府によって公式に認定された拉致事件であるが、その子供2人は朝鮮籍であり、日本国民ではないことから、政府認定拉致被害者とはなっていない。
これ以前に、渡辺の親族が彼女とその子供2名について、特定失踪者問題調査会に公開調査を依頼しており、子供2名については「1000番台リスト」に記載、渡辺も特定失踪者となっている。渡辺については、当該事件に関する警察の事情聴取を受けた被疑者が、遺体を日本国内に遺棄したことを供述し、殺害についても証言したが、遺体は見つからないままとなっており、生死は未確認である。
このほか「1000番台リスト」に記載された人のうち、松本京子は日本政府が2002年10月、非公式に北朝鮮に消息の照会を行ったただ1人の特定失踪者であった。警察の捜査の結果、拉致の疑いが極めて強くなり、2006年に政府認定拉致被害者に指定されたが、こちらについても北朝鮮からは入境していないとの回答があった。また「1000番台リスト」に記載されている人のうち、元工作員安明進より消息に関わる証言が得られた女性2名については「救う会」が拉致被害者に指定し、政府認定を求めている。
更に、調査の結果及び本人が同会に名乗り出るなどして、日本国内において消息が確認できた人が2016年12月1日現在58名おり、うち生存している人が54名、既に死亡していた人が4名、更にその中で別の犯罪により殺害されていたことが判明した人が1名（「0番台リスト」に掲載。東京都小学校教諭。当該殺人事件自体は公訴時効が成立）、事故死したものと見られる人が1名（「0番台リスト」掲載。日本海で操業していた新潟県の漁師。2005年12月公開）であった。
このほか、山梨県警察本部が「1000番台リスト」掲載の特定失踪者1名（1984年6月4日山梨県内より失踪、当時20才の女性）について、2004年3月に「1984年6月21日に山形県内で発見された行旅死亡人とDNAの型が一致した」と発表したものの、その後情報が公開されず、真偽不明のままとなっている。特定失踪者問題調査会は、この案件について山梨県警が公開した行旅死亡人の遺体の情報と、当該特定失踪者の身体的特徴には明確な差異が多すぎる事、失踪から僅か17日後に発見された遺体が既に死蝋化しているなど、遺体に通常ではあり得ない経年変化や損壊が生じていること、平成15年に山梨県警により行われたDNA鑑定の全般の経過に不可解な点が数多く見られることから、山梨県警のDNA型一致の発表は誤りであると主張している。なお、山梨県警自体は2017年現在も、後述の警察庁による「拉致の可能性を排除できない事案に係る方々」リストを通じて、新潟県警察本部との連名で当該特定失踪者の情報提供の呼び掛けを継続している。

## 警察庁が「拉致の可能性を排除できない事案に係る方々」として公開
警察庁は2013年10月、北朝鮮による拉致の可能性を排除できない行方不明者862人のうち、都道府県警察の公式ウェブサイトに、家族等の同意を得て掲載されている行方不明者361人を「拉致の可能性を排除できない事案に係る方々」として一覧にまとめ、同庁ホームページに公開した。既に警察当局が北朝鮮工作員による事件と断定した事案に係る行方不明者である寺越昭二・寺越外雄・小住健蔵を除く全員が特定失踪者問題調査会のリストに掲載されていた行方不明者である。

## 広報・啓発活動等
2005年10月から、拉致被害者の可能性が強い日本人向けに短波放送の「しおかぜ」を放送している。また、東京都と合同で、都民の「特定失踪者」48人に関する情報募集のポスターを制作した。また、書籍（後述）や携帯ストラップ、サポーターグッズの販売もおこなっている。
2012年11月8日、日本国政府がスイス・ジュネーブで開催した拉致問題に関するシンポジウムに荒木代表が「救う会」会長の西岡力や拉致被害者家族、「特定失踪者」家族と共に参加した。